# King’s Quest VI: Heir Today, Gone Tomorrow
King’s Quest VI: Heir Today, Gone Tomorrow ist ein Adventure-Computerspiel aus dem Jahr 1992, das von Sierra On-Line entwickelt und veröffentlicht wurde.
Dieser Teil von King’s Quest wird wegen seiner tiefgründigen Handlung, des grafischen Einführungsfilms in 3D und der professionellen Stimme (Schauspieler Robby Benson sprach die Rolle von Prinz Alexander, der Hauptfigur des Spiels) als der Höhepunkt der King’s-Quest-Serie angesehen.

## Handlung
Die Geschichte beginnt mit einem Einführungsfilm, in dem Prinz Alexander ein Bild von Prinzessin Cassima im magischen Spiegel des Königreichs Daventry erscheint. Sie ist in einem Turmzimmer eingesperrt und ruft um Hilfe. Der Prinz macht sich sogleich auf, um seine Geliebte – die er bereits aus dem fünften Teil kennt, als sich beide in der Gefangenschaft des bösen Zauberers Mordack befanden – zu befreien. Doch noch bevor Alexander das Land der Grünen Inseln (Land of the green isles) erreicht, gerät das Schiff in einen Sturm und sinkt. Der Spieler übernimmt die Kontrolle erst, als Alexander aus seiner Bewusstlosigkeit am Strand der Insel der Krone (Isle of the crown) wieder erwacht (von den anderen Bootsmännern fehlt jegliche Spur). Als er sich zum Schloss aufmacht, erfährt er, dass Prinzessin Cassima den Großwesir Alhazred heiraten soll. Um Cassima nun aus den Fängen des Großwesirs zu befreien, der mit Hilfe seines tückischen Djinns stets versucht, die Absichten des Prinzen zu vereiteln, muss Alexander durch die seltsamsten und furchterregendsten Welten reisen, die auf den „Grünen Inseln“ auf ihn warten. Jede Insel stellt Alexander vor neue Herausforderungen. Sein Weg führt den Prinzen sogar bis zum Rand der Welt in das Reich der Toten, wo er die Seelen von Cassimas toten Eltern befreien muss, indem er den Tod persönlich herausfordert. Letztendlich gilt es dann, in das Schloss einzudringen, Beweise für Alhazreds dunkle Pläne zu finden und ihn aufzuhalten, um die Prinzessin und das Land der Grünen Inseln zu befreien.

### Orte
King’s Quest VI spielt an folgenden Orten:

#### Insel der Krone (Isle of the crown)
Die Insel der Krone ist die Hauptinsel des Landes der Grünen Inseln. Hier befindet sich das Schloss der Krone, welches der Insel auch ihren Namen gibt. Es ist der Sitz der königlichen Familie des Landes. Weiterhin gibt es ein Dorf, einen Strand und einen Hafen. Hier startet auch das Abenteuer. Die anderen Inseln kann man nach Erlangen einer magischen Karte besuchen.

#### Insel der Wunder (Isle of miracles)
Die Insel der Wunder hat die Form eines großen Kommas und liegt im Westen des Landes der Grünen Inseln. Ihren Namen hat die Insel daher, dass nichts auf dieser Insel normal ist, sondern eben ganz anders. Regiert wird die Insel von zwei rivalisierenden Königinnen (Schachfiguren, eine schwarze/rote und eine weiße Dame), die wiederum der „Krone“ unterstehen.

#### Insel der Bestie (Isle of the beast)
Diese Insel ist vollständig mit dichtem Wald bewachsen. Der einzige Pfad wird durch drei magische Fallen versperrt. Im Inneren der Insel lebt eine verfluchte Bestie. Im Verlauf des Spiels wird es zu Alexanders Aufgabe, diesen Fluch zu brechen.

#### Insel des Heiligen Berges (Isle of the Sacred Mountain)
Neben der Insel der Krone ist dies die größte aller Inseln. Ihren Namen hat sie nach den riesigen Klippen, die sich auf ihr befinden. Das Erklimmen ist scheinbar unmöglich. Auf den Klippen im Inneren der Insel befindet sich die Stadt der „Geflügelten Wesen“ (City of the Winged Ones), diese wird von einem Lord und einer Lady regiert, welche ebenfalls loyal zur Krone stehen. Ihre Vorfahren erbauten zudem die Katakomben, welche sich auch auf den Klippen befinden. Diese sind jedoch vor einiger Zeit von einem Minotaurus eingenommen worden, der zudem jedes Jahr von den Geflügelten Wesen ein lebendes Opfer seiner Wahl verlangt. Weiterhin befindet sich auf den Klippen ein hoher Berg, in dessen Höhe sich eine Höhle befindet. In dieser lebt ein Heiliges Orakel. Dies kündigte vor Kurzem dem Lord und der Lady an, dass ein siegreicher Held kommen werde, welcher die Klippen der Logik erklimmen und den Minotaurus besiegen wird. (Bei diesem Helden handelt es sich ohne Zweifel um Alexander. Dieser muss im Verlauf des Spiels die Rätsel der Klippen lösen und die Gefahren der Katakomben meistern, um den Minotaurus zu besiegen und sein Leben zu retten.)
Zudem gibt es eine geheime weitere Insel, welche im Verlauf des Spiels freigeschaltet wird. Außerdem muss man auf dem Hauptweg auch in das Reich der Toten (Realm of the Death) reisen. Wählt man den kürzeren Weg, tut man dies nicht.

## Spielprinzip
Bei King’s Quest VI handelt es sich um ein 2D-Adventure. Aus handgezeichneten Sprites zusammengesetzte Figuren agieren vor ebenfalls handgezeichneten Kulissen. Es handelt sich um ein Point-and-Click-Adventure: Mit der Maus kann der Spieler den Spielcharakter Alexander durch das Anklicken von Ausgängen durch die Örtlichkeiten bewegen und darüber hinaus über ein durch Schaltflächen dargestelltes Befehlsmenü Aktionen einleiten, die den Spielcharakter mit seiner Umwelt interagieren lassen. Alexander kann so Gegenstände finden, sie auf die Umgebung oder andere Gegenstände anwenden und mittels Single-Choice-Dialogen mit NPCs kommunizieren. Mit fortschreitendem Handlungsverlauf werden weitere Orte freigeschaltet.

## Entwicklungs- und Veröffentlichungsgeschichte
King’s Quest VI wurde mit dem Sierra Creative Interpreter (SCI) geschrieben und war das letzte King’s-Quest-Spiel, welches auf Diskette veröffentlicht wurde. Eine CD-ROM-Version des Spiels mit mehr Charakterstimmen, einem etwas anderen Einführungsfilm und detaillierterer Grafik wurde ebenfalls veröffentlicht.
Die Entwicklung der 1994 veröffentlichten Amiga-Version wurde von Sierra beim britischen Studio Revolution Software in Auftrag gegeben, das seine eigene Spiel-Engine namens Virtual Theatre verwendete. Darüber hinaus unterscheidet sich die Amiga-Version auch inhaltlich in einigen Punkten von den übrigen Versionen. Eine zunächst für den Amiga geplante AGA-Version in 256 Farben erschien nicht.

## Rezeption
Das deutsche Computerspielemagazin Amiga Joker lobte Atmosphäre, Rätsel und Tempo des Spiels der Amiga-Version des Spiels. Redakteur Mick Schnelle kritisierte allerdings den langwierigen, zwei Stunden dauernden Installationsprozess, die im Vergleich zum PC-Original beschränkte Grafik und eine fehlende Sprachausgabe. Wegen der geringen Erscheinungsfrequenz anderer, hochwertiger Adventures gehöre das Spiel aber trotz der Kritikpunkte zur „unteren Oberklasse“.